# Ždraljica
La Ždraljica (en serbe cyrillique : Ждраљица) est une rivière de Serbie. Elle a une longueur de 13 km et elle est un affluent droit de la Lepenica.
La Ždraljica appartient au bassin versant de la mer Noire. Son propre bassin couvre une superficie de 41 km2. Elle n'est pas navigable.

## Géographie
La Ždraljica prend sa source à Gornja Sabanta, au pied du mont Livada (480 m). Elle traverse les villages de Donja Sabanta, Ždraljica et de Beloševac, avant de se jeter dans la Lepenica. Son affluent principal est la Medna, un ruisseau long de 7 km.